# Freigné
Freigné foi uma comuna francesa na região administrativa da Pays de la Loire, no departamento de Maine-et-Loire. Estendia-se por uma área de 65,26 km². Em 2010 a comuna tinha 1 149 habitantes (densidade: 17,6 hab./km²).
Em 1 de janeiro de 2018, passou a formar parte da comuna de Vallons-de-l'Erdre.